# Euseius affinis
Euseius affinis är en spindeldjursart som beskrevs av Qayyum, Akbar och Afzal 200. Euseius affinis ingår i släktet Euseius och familjen Phytoseiidae. Inga underarter finns listade i Catalogue of Life.